# ان‌جی‌سی ۲۴۹
ان‌جی‌سی ۲۴۹ (انگلیسی: NGC 249) نام یک کهکشان است.